# Институт литературы имени Низами
Институт литературы имени Низами Гянджеви (азерб. Nizami Gəncəvi adına Ədəbiyyat İnstitutu) — научно исследовательский институт, один из ведущих центров азербайджановедения в системе Национальной академии наук Азербайджана.

## Общие сведения
Институт литературы имени Низами Гянджеви — научная организация, входящая в структуру Национальной академии наук Азербайджана.
Направлениями деятельности института являются история и теория фольклора, сборники и публикации, исторические этапы и закономерности развития азербайджанской литературы с древнейших времен до наших дней, теоретические проблемы, литературные связи, литературный процесс в Южном Азербайджане, азербайджанская литература за рубежом, общетюркские литературные памятники, публикации современного и классического художественного наследия.

## История
Институт является одним из важных научных центров с историей, научными традициями и известными учеными. Основание научных учреждений в Азербайджане началось 29 декабря 1932 года, после создания азербайджанского филиала Закавказского отделения Академии наук СССР, после чего все полномочия Азербайджанского государственного научно-исследовательского института были переданы вновь организованному академическому учреждению.
В азербайджанском отделении Закавказского отделения Академии наук СССР был создан сектор литературы под руководством Али Назима Махмудзаде
25 октября 1935 года, после создания азербайджанского отделения Академии наук СССР в рамках этого академического учреждения был создан самостоятельный Институт языка и литературы. После 1939 года учреждение функционировало как Институт истории, языка и литературы. Согласно решению Азербайджанского отделения Академии наук СССР от 2 января 1939 года на базе Института истории, языка и литературы были созданы два научных учреждения: Институт литературы и языка им. Низами Гянджеви и  Институт истории, археологии и этнографии.
8 сентября 1938 года решением Совета Народных Комиссаров Азербайджанской ССР Институту языка и литературы было присвоено имя Низами Гянджеви.

## Структура

### Общая структура
- Генеральный директор: Академик Иса Габиббейли
- Исполнительный директор: доктор философии по филологии, доцент Мехман Гасанлы
- Ученый секретарь: доктор философии по филологии, доцент Айгюн Багырлы

### Отделы
- Отдел азербайджанского устного народного творчества и письменных памятников (доктор филологических наук, профессор Магеррам Гасымлы)
- Отдел общего начала и периода возрождения азербайджанской литературы (доктор филологических наук, профессор Имамверди Гамидов)
- Отдел азербайджанской литературы средних веков (доктор филологических наук, доцент Фарида Азизова)
- Отдел низамиведения (член-корреспондент НАНА Нушаба Арасли)
- Кафедра физуливедения (доктор филологических наук, доцент Атаами Мирзаев)
- Отдел азербайджанской литературы раннего нового периода (доктор филологических наук Ислам Гарибли)
- Отдел азербайджанской литературы XX века (доктор филологических наук, профессор Шириндил Алышанлы)
- Отдел азербайджанской эмигрантской литературы (доктор филологических наук, доцент Никпур Джаббарлы)
- Отдел азербайджанской литературы периода независимости (член-корреспондент НАНА Тегеран Мустафаев)
- Отдел литературы Южного Азербайджана (доктор филологических наук Рагим Алиев)
- Отдел литературной теории (доктор филологических наук, профессор Тахира Мамед)
- Отдел литературной критики (доктор филологических наук, доцент Вагиф Юсифли)
- Отдел истории печати и публицистики (доктор философских наук, профессор Вюгар Ахмед)
- Отдел мировой литературы и компаративистики (доктор философских наук, профессор  Гюляр Абдуллабаева)
- Отдел азербайджанско-азиатских литературных связей (доктор философских наук, профессор Бедирхан Ахмедов)
- Отдел литературы тюркских народов (доктор философских наук, профессор Мамед Алиев)
- Отдел азербайджанско-туркменско-узбекских литературных связей (доктор философских наук, доцент Алмас Ульви Биннетова)
- Отдел детской литературы (доктор философских наук, доцент Эльнара Акимова)

Среди опорных подразделений деятельность института координируют отделы международных связей, научных публикаций и прогнозирования, связей с общественностью и образования.

### Центры
В институте действуют с 4 февраля 2015 года Центр китаеведения, с 9 февраля 2015 года Корейский центр и с 29 июня 2018 года Литературный центр им. А. Навои.

## Научная деятельность
В Институте разработан и опубликован ряд важных исследовательских работ:
- Теория литературы: этапы развития и проблемы. Том I
- Теория литературы: этапы развития и проблемы. Том II
- История азербайджанской литературы в X томе
- Энциклопедия Моллы Насреддина
- Образ Гейдара Алиева в литературе: от исторической реальности к идеалу. Книга I* Образ Гейдара Алиева в литературе: от исторической реальности к идеалу. Книга II

В октябре 2020 года Институтом издана монография «Подпись Ханыманы Алибейли в детской литературе» о творчестве Ханыманы Алибейли.

## Директоры
- Артур Зифельдт-Симумяги (27 февраля 1936 — 1 июня 1937)
- Ахмед Али оглы Ахмедов (1903–1937) (1 июня 1937 — 11 июля 1937)
- Идрис Заман оглы Гасанов (1897–1950) (19 июля 1937 — 17 февраля 1938)
- Климов Алексей Алексеевич (1894-?) (17 февраля 1938 — 31 декабря 1938)
- Гейдар Гусейнов (1908–1950) (1 января 1939 — 25 сентября 1939)
- Яков Козин (1896–1973), исполняющий обязанности директора (20 июня 1939 — 1 августа 1939)
- Бабаев Фазлиддин (1903–1939) (1 августа 1939 — 1 октября 1939)
- Мамед Ариф Дадаш-заде (1904-1975) (25 сентября 1939 — 27 июля 1950), (7 декабря 1957 — 17 сентября 1959)
- Мирза Ибрагимов (15 августа 1950 — 29 февраля 1952)
- Профессор Мирзага Юзбаши оглы Гулузаде (1907-1979) (29 февраля 1952 — 7 декабря 1957) (19 апреля 1968 — 9 апреля 1979)
- Академик Мамедага Ширали оглы Ширалиев (1909–1991) (1 июня 1960 — 19 апреля 1968)
- Академик Кямал Абдулла Шаиг оглы Талыбзаде (1923-2006), исполняющий обязанности директора (19 апреля 1979 — 15 мая 1980)
- Академик Мамед Джафар Зейналабдин оглы Джафаров (1909–1992) (15 мая 1980 — 10 апреля 1981)
- Член-корреспондент НАНА Мирахмедов Азиз Мирфейзулла оглы (1920-2002) (10 апреля 1981 — 9 сентября 1985).
- Член-корреспондент НАНА Караев Яшар Вахид оглы (1936-2002) (9 сентября 1985 — 25 августа 2002)
- Бекир Набиев (10 февраля 2003 — 15 марта 2012)
- Академик  Керимли Теймур Хашим оглы (1953, 2 октября), исполняющий обязанности директора (4 июля 2002 — 10 февраля 2003) (15 марта 2012 — 19 июня 2013)
- Иса Габиббейли (с 19 июня 2013 года по настоящее время)

## Международные отношения
- Кафедра истории Азербайджана Берлинского университета имени Гумбольдта (HU Berlin) (2 ноября 2013 г.)
- Международная Тюркская академия в Астане (6 ноября 2013 г.)
- Институт грузинской литературы имени Шота Руставели (19 декабря 2013 г.)
- Ассосация Кавказских университетов Турецкой Республики (17 Января 2014 г.)
- Ставропольский филиал Московского государственного гуманитарного университета (27 мая 2014 года)
- Санкт-Пететбургский Инновационный научно-образовательный комплекс "Смольный университет" (16 октября 2014 г.)
- Польский Институт литературных исследований (19 ноября 2014 г.)
- Институт Конфуция при Бакинском государственном университете (4 февраля 2015 г.)
- Тебризский университет Исламской Республики Иран (14 сентября 2016 г.)
- Институт мировой литературы имени А. М. Горького Российской академии наук (20 декабря 2016 г.)
- Институт литературоведения имени Янки Купалы Научно-исследовательского центра белорусской культуры, языка и литературы Национальной академии наук Беларуси (20 декабря 2016 г.)
- Институт Игдыр Турция (3 мая 2017 г.)
- Турецкая организация ILESAM (Ассосация владельцев научных и литературных произведений Турции) (27 апреля 2017 г.)
- Ташкентский государственный университет узбекского языка и литературы имени Алишера Навои и Культурный центр Гейдара Алиева в Узбекистане (8 декабря 2017 г.)
- Пекинский иниститут иностранных языков (19 апреля 2018 г.)
- Институт литературы Болгарской академии наук (21 мая 2018 года)
- Институт языка и литературы Монгольской академии наук (6 августа 2018 года)
- Китайский национальный центр культурных исследований (19 октября 2018 г.)
- Институт лингвистики Насими Национальной академии наук Азербайджана и кафедра турецкого языка (22 октября 2018 года)
- Меморандум о взаимопонимании по академическим и исследовательским вопросам между Институтом литературы Низами Гянджеви НАНА и Пакистанским Муслим институтом. (21 июня 2019 г.)
- Соглашение между Институтом литературы имени Низами Гянджеви Национальной академии наук Азербайджана и Ферганским государственным университетом (2020 г.)
- Соглашение о сотрудничестве между Институтом литературы имени Низами Гянджеви Национальной академии наук Азербайджана и Гулистанским государственным университетом Министерства высшего и среднего образования Республики Узбекистан. (2020 год)

## Издания
С 2014 года регулярно издаются библиографические указатели научных работ сотрудников Института литературы имени Низами Гянджеви в виде книг.

### Журналы
Научный журнал «Сборник литературы» (ныне «Азербайджанское литературоведение») Института литературы имени Низами Гянджеви, издаваемый в 1946 году, считается одним из главных научных изданий республики.С 2014 года научный журнал «Поэтика.изм» издается Институтом литературы имени Низами Гянджеви Национальной академии наук Азербайджана. В 2004-2018 годах под названием «Литературные связи» издавался научный журнал «Сравнительное литературоведение» Института литературы имени Низами Гянджеви Национальной академии наук Азербайджана. 19 февраля 2019 года журнал вновь был зарегистрирован под названием «Сравнительная литература» в Министерстве юстиции Азербайджанской Республики.

### Серия “Паспорт научного деятеля”
Серия издается с целью изучения жизни и творчества выдающихся писателей и поэтов Азербайджана.
1. Абдуррагим-бек Ахвердиев. Жизнь и творчество (коллектив). — Баку, «Наука и образование», 2018, 332 с.
2. Ядигяр Аскерова. Самад Мансур. Его жизнь и деятельность. — Баку, 2019. 176 с.
3. Великий азербайджанский поэт Имадеддин Насими (коллективная монография). — Баку, Наука, 2019. 400 с.
4. Фирудин Курбансой. Имадеддин Насими. — Баку, «Наука», 2019, 136 с.
5. Латифа Мирзаева. Карим Машрутачи Сонмез. Баку, «Наука и образование», 2019, 184 с.
6. Академик Мамед Джафар Джафаров: личность и творчество (коллективная монография). — Баку, «Наука и образование», 2019, 208 с.
7. Абид Тахирли. Жизнь и творческий путь Джейхуна Гаджибейли. — Баку, «Наука и образование», 2019, 344 с.
8. Подпись Ханымана Алибейли в детской литературе. (коллективная монография). — Баку, «Наука и образование», 2020, 148 с.
9. Афзаладдин Хагани''. Жизнь и деятельность (коллективная монография). — Баку, «Наука и образование», 2020, 395 с.
10. Мехман Гасанли. Феномен Чингиза Айтматова и Азербайджан. — Баку, «Наука и образование», 2020, 406 с.
11. Алмас Ульви. Век и проза Алишера Навои (научно-филологические и религиозно-суфийские произведения). — Баку, «Наука и образование», 2020, 570 с.
12. Ислам Гарибли. Мухаммед Хади  Жизнь и творчество. — Баку, «Наука и образование», 2020, 570 с.
13. Эльмира Бабаева. Мевлют Сулейманлы: жизнь и деятельность. — Баку, «Наука и образование», 2020, 204 с.
14. Латифа Мирзаева. Гасан Меджидзаде Савалан: жизнь и творчество. — Баку, «Наука и образование», 2020, 200 с.
15. Солмаз Дашдемирова. Жизнь и творчество Парвина Этесами. — Баку, «УЛУ» МКФ, 2020, 68 с.
16. Теймур Ахмедов. Нариман Нариманов (жизнь, среда и литературно-художественное творчество). Баку, «Огни», 2020, 552 с.
17. Ализаде Аскерли. Теймур Ахмедов: специалист по литературе и прессе. Баку, «Огни», 2020, 338 с.
18. Мухтар Ауэзов: жизнь и творчество (коллектив). Баку, «Наука и образование», 2020, 180 с.
19. Иса Габиббейли, Исмихан Османлы. Габдулла Тукай и Азербайджан. Баку, «Наука и образование», 2021, 536 с.
20. Бедирхан Ахмедов. Рабиндранат Тагор: Манифест новой Индии. Баку: «Наука и образование», 2021, 372 с.
21. Народный поэт Сабир Рустамханлы: жизнь и творчество (коллектив). Баку, «Наука и образование», 2021, 484с.
22. Салида Шарифова. Проблематика, жанровое разнообразие и художественные особенности творчества Фарадж Фараджова. Баку, «Закон», 2021, 164 с.
23. Иса Габиббейли. Молла Панах Вагиф. Баку, «Наука и образование», 2021, 160 с.
24. Басира Азизали. Мухаммад Икбал. Поэт любви и разума. Баку, «Наука и образование», 2021, 228 с.
25. Гандаб Хагверди. Жизнь и творчество Федаи Шаира Гафланти. Баку, 2022, 232 с.
26. Низами Гянджеви: жизнь и творчество (коллектив). Баку, «Наука», 2021, 982 с.
27. Иса Габиббейли. Жизнь и литературно-просветительская деятельность Мухаммеда Таги Сидги. Баку, «Наука и образование», 2022, 84 с.
28. Махмизар Мехдибекова. Жизнь, среда, творчество Зейналабдина Марагали. Баку, «Наука и образование», 2022, 178 с.
29. Ислам Гарибли. Хуршидбану Натаван: жизнь и деятельность. Баку, «Наука и образование», 2022, 280 с.
30. Иса Габиббейли. Художественное творчество академика Мамед Джафар Джафарова. Баку, «Наука и образование», 2022, 152 с.
31. Молла Панах Вагиф. Жизнь и деятельность. Баку, «Наука и образование», 2022, 342 с.
32. Ализаде Аскерли. Бахтияр Вагабзаде (жизнь, среда и творчество). Баку, «Наука и образование», 2022, 556 с.
33. Иса Габиббейли. Гусейн Джавид (жизнь и творчество). Баку, «Наука и образование», 2022, 104 с.
34. Гюльчин Бабаева. Этап азербайджанской поэзии XV века: Джаханшах Хагиги и Хабиби. Баку, «Вяз», 2022, 160 с.
35. Саадат Вахабова. Омар Фаик Неманзаде: жизнь и творчество. Баку, «Наука и образование», 2022, 164 с.
36. Эльнара Карагозова. Юнус Огуз: жизнь и творчество. Баку, «Наука и образование», 2022, 118 с.
37. Бахар Бардали (Мамедова). Эльчин Искендерзаде: жизнь, творчество. Баку, Международное издательство "Вектор". 2023, 160 с.
38. Кифайет Мамедова. Научная и творческая деятельность Гуларимирзы Сабри Тебризи. Баку, Полиграфический центр ООО «ОПТИ-МИСТ», 2022, 174 с.
39. Амир Хосров Дехлеви (коллектив). Баку, «Наука и образование», 2022, 184 с.
40. Баба Бабаев. Гасан Сеидбейли: жизнь и прозаическое творчество. Баку, «Наука и образование», 2022, 220 с.
41. Абид Тахирли. Жизнь и деятельность Мухаммеда Алтунбая. Баку: «Издательство Хазарского университета», 2023, 140 с.

### Литературный процесс
Литературный процесс – это событие, включающее в себя процессы, изменения, трудности, борьбу в области художественного творчества и литературы. Консультации проводятся в Институте литературы имени Низами Гянджеви Национальной Академии Наук Азербайджана с 1976 года. В 1976-1984 годах творческие встречи «Литературного процесса» приняли традиционный характер. Материалы первого творческого собрания, посвященного литературному процессу, были опубликованы годом позже, в 1977 году. Материалы творческой конференции, посвященной литературе 1983-1984 годов, были опубликованы десять лет спустя, т. е. в 1994 году. Творческая конференция «Литературный процесс-2013», состоявшаяся после тридцатилетнего перерыва в Институте литературы имени Низами Гянджеви, дала волю литературной критике новой исторической эпохи. Традиции сессий «Литературный процесс» были возвращены спустя 30 лет в 2014 году. С 2013 года материалы творческих встреч «Литературный процесс», посвящённых концу года по литературе в Институте литературы имени Низами Гянджеви, периодически издаются в виде книги. Обзоры «Литературный процесс», представленные Институтом литературы имени Низами Гянджеви, представляют собой написанные на высоком научном уровне литературно-исторические очерки об азербайджанской литературе периода независимости. Доклады конференции литературного процесса представляют собой научные обзоры, проанализированные по жанрам для конкретного этапа истории азербайджанской литературы.

### Серия “Библиотека азербайджанской эмигрантской литературы”
В Институте литературы имени Низами Гянджеви создан многотомник «Библиотека азербайджанской эмигрантской литературы». В серии «Библиотека азербайджанской эмигрантской литературы» изданы следующие книги:
1. Мамед Эмин Расулзаде. «Избранное из литературно-научного наследия периода эмиграции». Баку, «Наука», 2016, 386 с.
2. Джейхун Гаджибейли. Избранные произведения. Баку, «Наука», 2017, 368 с.
3. Салим Рафик Рафикоглу. Физули. Баку, «Наука и образование», 2019, 440 с.
4. Теймур Атешли. Избранные произведения. Баку, «Наука и образование», 2020, 336 с.
5. Алазан Байджан. Избранные работы Баку, «Наука и образование», 2021, 204 с[9].